# Pseudicius kaszabi
Pseudicius kaszabi là một loài nhện trong họ Salticidae.
Loài này thuộc chi Pseudicius. Pseudicius kaszabi được Marek Żabka miêu tả năm 1985.